# Tomokazu Inoue
Tomokazu Inoue –en japonés, 井上智和, Inoue Tomokazu– (31 de octubre de 1975) es un deportista japonés que compitió en judo. Ganó dos medallas en el Campeonato Asiático de Judo en los años 2000 y 2001.

## Palmarés internacional
| Campeonato Asiático | Campeonato Asiático   | Campeonato Asiático | Campeonato Asiático |
| Año                 | Lugar                 | Medalla             | Categoría           |
| ------------------- | --------------------- | ------------------- | ------------------- |
| 2000                | Osaka (Japón)         | Medalla de plata    | –100 kg             |
| 2001                | Ulán Bator (Mongolia) | Medalla de oro      | –100 kg             |